# Dawn Wells
Dawn Wells (Reno, 18 ottobre 1938 – Los Angeles, 30 dicembre 2020) è stata un'attrice statunitense.

## Biografia

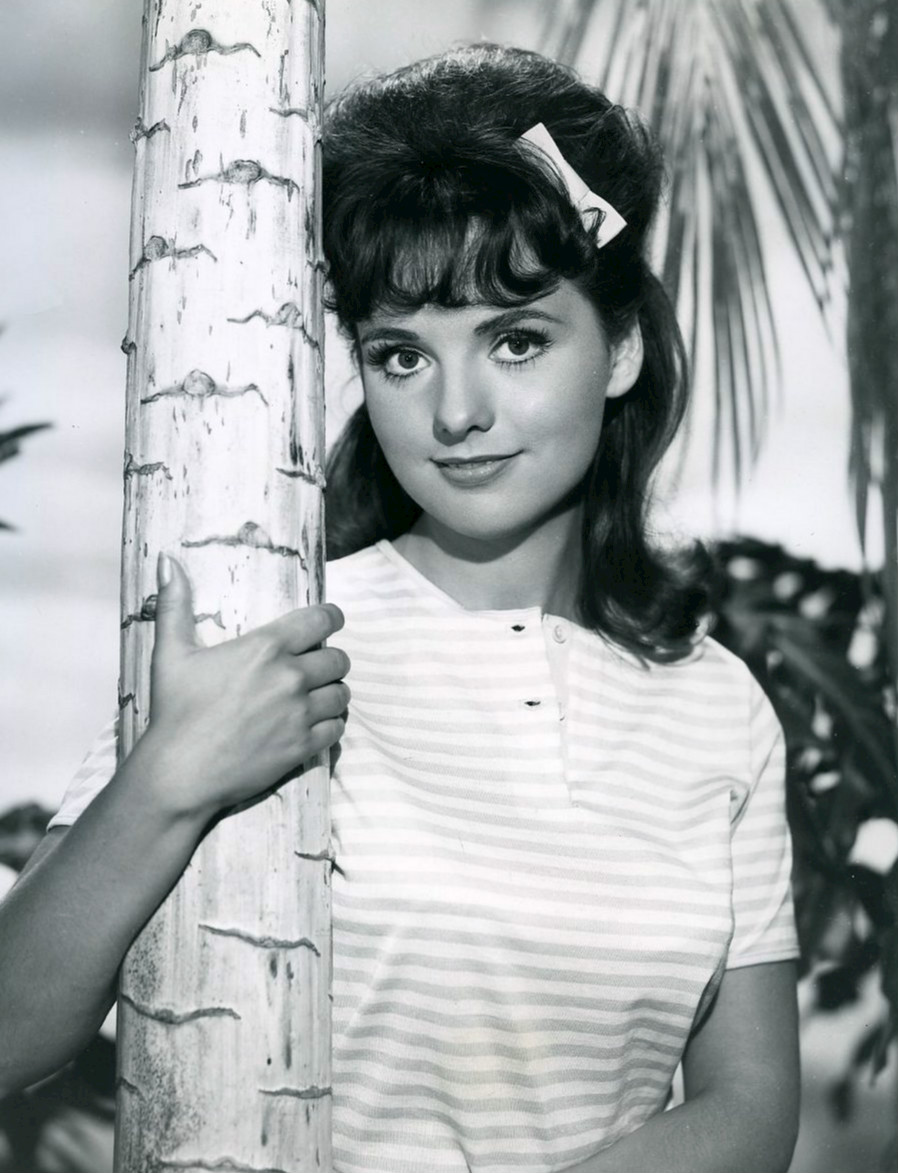
Dawn Wells nel ruolo di Mary Ann in L'isola di Gilligan (1964)

Dopo essere stata Miss Nevada 1959 al concorso di Miss America, fu attiva soprattutto sul piccolo schermo. Dagli anni Sessanta apparve in molte serie televisive di successo. Tuttavia, raggiunse la notorietà con il personaggio di Mary Ann Summers, la caratterizzazione della ragazza della porta accanto nella serie tv della CBS L'isola di Gilligan tra il 1964 e il '67, basata sulle vicende di un gruppo di naufraghi sperduti su un'isola dell'Oceano Pacifico.
A distanza di oltre dieci anni, tornò a interpretare Mary Ann per gli spin-off animati e nei film per la televisione dedicati all'originaria serie. Scrisse il libro "A Guide to Life. What would Mary Ann do?" con Steve Stinson (2014). Recitò al teatro in differenti commedie e musical.
Dawn Wells è morta a 82 anni il 30 dicembre 2020 per complicazioni da COVID-19.

## Vita privata
Si sposò con Larry Rosen, un agente nel mondo dello spettacolo, il 27 ottobre 1962. La coppia non ebbe figli e divorziò nel 1967.

## Curiosità
Il pubblico di fans raccolse per la star 197.000 dollari con una campagna di fundraising sulla piattaforma GoFundMe.

## Filmografia parziale

### Cinema
- Giorni caldi a Palm Springs (Palm Springs Weekend), regia di Norman Taurog (1963) (non accreditata)
- Squadra d'emergenza (The New Interns), regia di  John Rich (1964)
- Cheyenne (Winterhawk), regia di Charles B. Pierce (1975)
- La città che aveva paura (The Town That Dreaded Sundown), regia di Charles B. Pierce (1976)
- Return to Boggy Creek, regia di  Tom Moore (1977)
- Rescue from Gilligan's Island, regia di Leslie H. Martinson (1987)
- The Princess and the Dwarf, regia di Mary Grace-Phelan (1989)
- Soulmates, regia di Thunder Levin (1992)
- Lover's Knot, regia di Peter Shaner (1995)
- Super Sucker, regia di Jeff Daniels (2002)
- Forever for Now, regia di Kipley Wentz (2004)
- Silent But Deadly, regia di Jason Scheingross (2012)
- This Is Our Time, regia di Lisa Arnold (2013)

### Televisione
- The Roaring 20's – serie TV, 1 episodio (1961)
- Maverick – serie TV, episodio 4x26 (1961)
- Cheyenne – serie TV, 1 episodio (1961)
- Carovane verso il West (Wagon Train) – serie TV, 1 episodio (1961)
- Indirizzo permanente (77 Sunset Strip) – serie TV, 4 episodi (1961)
- I detectives (The Detectives) – serie TV, episodio 3x07 (1961)
- Everglades – serie TV, episodio 1x09 (1961)
- Tales of Wells Fargo – serie TV, 1 episodio (1961)
- Surfside 6 – serie TV, episodi 1x29-2x35 (1961-1962)
- 87ª squadra (87th Precinct) – serie TV (1962)
- Lawman – serie TV, 1 episodio (1962)
- Hawaiian Eye – serie TV, 2 episodi (1962)
- It's a Man's World – serie TV, episodi 1x08-1x11 (1962)
- Bonanza – serie TV, 2 episodi (1962, 1968)
- The Joey Bishop Show – serie TV (1962-1964)
- Laramie – serie TV, 1 episodio (1963)
- Ripcord – serie TV, episodio 2x37 (1963)
- The Third Man – serie TV, 1 episodio (1963)
- Channing – serie TV, 1 episodio (1963)
- L'isola di Gilligan (Gilligan's Island) – serie TV, 98 episodi (1964-1967)
- La legge di Burke (Burke's Law) – serie TV, episodio 1x32 (1964)
- Valentine's Day – serie TV, 1 episodio (1965)
- Gli invasori (The Invaders) – serie TV, 1 episodio (1967)
- Selvaggio west (The Wild Wild West) – serie TV, episodio 3x17 (1968)
- F.B.I. (The F.B.I.) – serie TV, 1 episodio (1969)
- Rescue from Gilligan's Island, regia di Leslie H. Martinson (1978) – film TV
- Vega$ – serie TV, 1 episodio (1978)
- Naufragio in allegria (The Castaways on Gilligan's Island), regia di Earl Bellamy (1979) – film TV
- Hagen – serie TV, 1 episodio (1980)
- Love Boat (The Love Boat) – serie TV, 1 episodio (1980)
- Fantasilandia (Fantasy Island) – serie TV, 1 episodio (1981)
- The Harlem Globetrotters on Gilligan's Island, regia di Peter Baldwin (1981) – film TV
- Matt Houston – serie TV, 1 episodio (1983)
- Un liceo tutto matto o "Il College più pazzo d'America" (High School U.S.A.) , regia di Rod Amateau (1983) – film TV
- ALF – serie TV, 1 episodio (1987)
- Genitori in blue jeans (Growing Pains) – serie TV, 2 episodi (1987)
- Baywatch – serie TV, 1 episodio (1992)
- Ma che ti passa per la testa? (Herman's Head) – serie TV, 1 episodio (1993)
- Colombo (Columbo) – serie TV, 1 episodio (1993)
- Pappa e ciccia (Roseanne) – serie TV, 1 episodio (1995)
- Meego – serie TV, 1 episodio (1997)
- Three Sisters – serie TV, 1 episodio (2001)
- Surviving Gilligan's Island, regia di Paul A. Kaufman (2001) – film TV
- Girlfriends – serie TV, 1 episodio (2005)
- Whatever Happened To? – serie TV, 1 episodio (2007)
- Pastor Greg – serie TV, 1 episodio (2007)
- She's Still on That Freakin' Island – miniserie TV, 2 episodio (2015-2017)
- Beautiful – serie TV, 1 episodio (2016)
- Life Interrupted, regia di Steven Wishnoff (2017) – film TV
- Heaven's Waiting Room – serie TV, 1 episodio (2017)
- See Ya – serie TV, 1 episodio (2018)
- Kaplan's Korner – serie TV, 1 episodio (2018)

## Teatro
- Il gufo e la gattina di Bill Manhoff (1969)
- Chapter Two di Neil Simon, regia di Martin Herzer (1979-1980)
- They're Playing Our Song di Neil Simon, regia di Philip Cusack (1981-1982)
- Fatal Attraction, regia di Tom Troupe (1984)
- La strana coppia di Neil Simon
- The Lion in Winter di James Goldman
- The Vagina Monologues di Eve Ensler
- Steel Magnolias di Robert Harling (2017-2018)
- L'inganno  di Anthony Shaffer
- Love, Loss, and What I Wore di Delia Ephron, Ilene Beckerman e Nora Ephron
- Make Me a Match di Lawrence Roman
- Nuncrackers: The Nunsense Christmas Musical
- Always... Patsy Cline di Ted Swindley

## Doppiaggio
- Il pianeta delle 1000 avventure (Gilligan's Planet) – spin-off televisivo a cartoni animati della serie L'isola di Gilligan, 13 episodi, regia di Hal Sutherland (1982-1983)
- Space Ghost Coast to Coast – cartoni animati, 1 episodio (1994)
- Le epiche avventure di Capitan Mutanda – cartoni animati, 1 episodio (2019)

## Videoclip musicali
- Mary Ann del gruppo rock Squirtgun (1997)